# Lotnictwo wojskowe II RP
Lotnictwo wojskowe Rzeczypospolitej Polskiej – historia polskiego lotnictwa wojskowego w latach 1918–1939.
| Szachownica lotnicza (1918–1921)               | Szachownica lotnicza (1921–1993) |
| Flaga wojskowych portów lotniczych (1930–1938) |                                  |
| Flaga wojskowych portów lotniczych (1938–1945) |                                  |

## Historia
Zalążki lotnictwa polskiego zaczęły się tworzyć jeszcze przed uzyskaniem niepodległości przez Polskę podczas I wojny światowej. W czasie jej trwania nie istniały osobne polskie jednostki lotnicze jednak Polacy rozproszeni byli po różnych jednostkach lotniczych w armiach zaborczych. Kilku żołnierzy z Legionów Polskich zostało przeszkolonych oraz skierowanych do lotnictwa austro-węgierskiego. W większości Polacy pełnili w lotnictwie państw zaborczych funkcje personelu pomocniczego jednak było wśród nich również kilku pilotów.
Pierwsze polskie oddziały lotnicze utworzyły się we wstrząsanej rewolucją komunistyczną Rosji. Wykorzystując sprzęt zebrany na lotniskach w sierpniu 1917 roku utworzyły się spontanicznie oddziały na terenach Białorusi, południowej Ukrainy oraz na Kubaniu. Były to utworzony 19 lipca 1917 roku w Mińsku I Oddział awiacyjny I Korpusu, I i II Oddziały awiacyjne II Korpusu, Eskadra lotnicza 4. Dywizji Strzelców oraz Samodzielny Polski Oddział Awiacyjny w Odessie.

## Dowódcy lotnictwa
- ppłk pil. Hipolit Łossowski (XI 1918 – IX 1919)
- gen. bryg. pil. Gustaw Macewicz (IX 1919 – I 1923)
- gen. bryg. François-Lèon Leveque (I 1923 – VIII 1924)
- gen. bryg. Włodzimierz Zagórski (17 VIII 1924 – 18 III 1926)
- płk pil. Jerzy Borejsza[4] (p.o. 18 III – 7 VI 1926)
- gen. bryg. pil. Włodzimierz Zagórski (V 1926)
- gen. bryg. pil. Ludomił Rayski (7 VI 1926[5] – 23 III 1939)
- gen. bryg. pil. Władysław Kalkus (23 III[6] – IX 1939)

## Lotnictwo wojskowe w walce o niepodległość Polski (1918–1920)

### Ukraińska ofensywa na Froncie Lwowskim 1918–1919
1 listopada 1918 r. doszło do pierwszych walk Ukraińców z Polakami we Lwowie. Na lotnisku Lewandówka we Lwowie stacjonował austriacki Fliegerpark 4 (4 Park Lotniczy) pełniący rolę warsztatów naprawczych oraz stacja wojskowej lotniczej linii pocztowej Kijów – Lwów – Wiedeń. polska obsada lotniska po walce przejęła lotnisko od austriackiego komendanta. Polacy przejęli 18 samolotów nadających się do naprawy oraz park lotniczy z warsztatem. 4 listopada komendantem lotniska został por. pil. Stefa Bastyr. Mając do dyspozycji dwóch oficerów i kilkunastu żołnierzy przygotował do lotu dwa samoloty typu Brandenburg C.I.
5 listopada 1918 roku pierwszy samolot, pilotowany przez por. pil. Stefana Bastyra i obserwatora por. Janusza de Beauriana wystartował z oswobodzonej Lewandówki we Lwowie, do pierwszego w historii polskiego lotnictwa – lotu bojowego. Był to początek walk powietrznych powstającej II eskadry bojowej. Do 22 listopada II eskadra łącznie z dwoma samolotami III eskadry bojowej (przybyła z Krakowa) uczestniczyła w walkach, wyróżniając się w walkach o cytadelę, Wysoki Zamek i Górę św. Jacka. Lotnicy z Lewandówki wspierali obrońców polskich w walkach na wzgórzach klepackich, Górze Stracenia, pod Rzęsną Polską i w lesie biłhorskim. 7 listopada 1918 roku, została utworzona 7 eskadra myśliwska, jako III eskadra lotnicza bojowa. Przeniesiona następnie do Lwowa. Weszła ona w skład Lwowskiej Grupy Lotniczej kpt. Bastyra. Latała głównie na samolotach rozpoznawczo-bombowych, wspierając wojska polskie w walkach z siłami
ukraińskimi otaczającymi Lwów. W październiku 1919 roku skierowano do niej amerykańskich ochotników zwerbowanych za granicą przez kpt. Meriana C. Coopera i mjr. Cedrica Fauntleroya. W sumie przewinęło się przez nią 21 Amerykanów oraz kilku Polaków.  W listopadzie dowództwo objął mjr pil. Fauntleroy, a Cooper został jego zastępcą. Od tego momentu jednostkę nazywano 7. eskadrą bojową im. Kościuszki. Por. pil. Elliot Chess zaprojektował godło malowane następnie na wszystkich samolotach eskadry, przedstawiające czerwoną krakowską rogatywkę i dwie skrzyżowane kosy na tle barw flagi Stanów Zjednoczonych Ameryki.
W czasie samotnych walk lwowskich Orląt w dniach 1 – 22 listopada 1918 lotnicy  skupieni w Oddziale Lotniczym Lwowa (Eskadrze Lwowskiej, z której powstała II eskadra bojowa, a z niej 6 eskadra wywiadowcza) wykonali łącznie 69 lotów bojowych, 12 łącznikowych i siedem pasażerskich, zrzucili 62 kg. bomb. W nocy 21/22 listopada ekspedycja polska z Przemyśla w sile 1,4 tys. żołnierzy pod dowództwem mjra M. Tokarzewskiego-Karaszewicza opuściła Lwów.
W czasie wojny polsko-ukraińskiej eskadry walczące na terenie galicyjskim wsławiły się wieloma skutecznymi akcjami, jak m.in. 6 eskadra wywiadowcza i 7 eskadra myśliwska w dniu 14 maja 1919 r. w bitwie pod Kulikowem.
Pod Lwowem 24 lutego 1919 r. podchorąży obserwator Stanisław Pietruski z 6 eskadry jako pierwszy polski lotnik zestrzelił nieprzyjacielski płatowiec.
- Lwowska Grupa Lotnicza dowódca kpt. pil. Stefan Bastyr (od wiosny 1919 III Grupa Lotnicza)
  - II eskadra bojowa zw. eskadrą lwowską
  - III eskadra lotniczo-bojowa

### Lotnictwo Frontu Wielkopolskiego 1918–1919
Podczas walk o Wielkopolskę utworzono również jednostki lotnictwa wojskowego. Były to:
- 1 Wielkopolska eskadra polna
- 2 Wielkopolska eskadra lotnicza
- 3 Wielkopolska eskadra lotnicza
- 4 Wielkopolska eskadra bojowa

Powstała również I Wielkopolska Grupa Lotnicza w Poznaniu

### Lotnictwo wojskowe – 1918–1919
Na mocy rozkazu z 20 grudnia 1918 r. organizacja Lotnictwa Wojskowego kształtowała się następująco:
- Dowództwo Wojsk Lotniczych
  - I Grupa Lotnicza

z siedzibą w Warszawie obejmowała Okręgi Generalne Warszawski, Lubelski, Kielecki i Łódzki
- II Grupa Lotnicza obejmowała Krakowski Okręg Generalny

Eskadry lotnicze po 6 płatowców formują się:
- 1 eskadra wywiadowcza w Warszawie
- 2 eskadra wywiadowcza w Lublinie
- 5 eskadra wywiadowcza w Krakowie
- 6 eskadra wywiadowcza w Przemyślu
- 7 eskadra we Lwowie

1 stycznia 1919 r. II Grupa Lotnicza w Krakowie składała się z:
- 5 eskadra wywiadowcza
- 9 eskadra wywiadowcza

Tego samego dnia Lwów posiadał jednostki tworzące późniejszą III Grupę
- 6 eskadra wywiadowcza
- 7 eskadra lotnicza

Nadto istniały jednostki lotnicze przy:
Grupie gen. Śmigłego-Rydza
- 3 eskadra

Grupie BUG
- Eskadra lotnicza – bez numeru

Rozkazem z 9 marca 1919 r. utworzono stanowisko Szefa Lotnictwa Polowego przy Naczelnym Dowództwie WP. Pierwszym szefem został kpt Julian Słoniewski.
Od 5 maja 1920 r. powołano szefów Lotnictwa Frontów, Armii i Grup Operacyjnych.
W maju 1919 r. przybyły pierwsze oddziały armii Hallera, wśród nich także lotnictwo:
- 39 eskadra Breguetów
- 59 eskadra Breguetów
- 66 eskadra Breguetów
- 162 eskadra Spadów
- 580 eskadra Salmsonów
- 581 eskadra Salmsonów
- 582 eskadra Salmsonów

### Wojska lotnicze – 20 września 1919
W kwietniu 1919 r. w wyprawie wileńskiej będącej pierwszą większą operacją przeciwko bolszewikom, wzięły już udział  sformowane w Warszawie jednostki lotnicze 1 i 4 Eskadry.
W okresie późniejszym, na terenie operacyjnym wojsk Frontu Litewsko-Białoruskiego włączyły się do akcji kolejne jednostki. Były
to przede wszystkim trzy eskadry przybyłe z Poznania, tworzące I Grupę Lotniczą Wielkopolską (1, 2 i 3 Eskadry Wielkopolskie). Działały one głównie na kierunku Mińsk – Borysów – Bobrujsk).
Mając doświadczony personel pochodzący w znacznej mierze z byłej armii niemieckiej, lotnicy eskadr poznańskich dokonywali lotów bojowych w nocy i zimą (samoloty wyposażono w płozy).

#### Front Litewsko-Białoruski
szef lotnictwa frontu
- I Grupa Lotnicza Mińsk Litewski
  - 4 eskadra lotnicza
  - 8 eskadra lotnicza
  - 1 Wielkopolska eskadra polna
  - 2 Wielkopolska eskadra lotnicza
  - 582 eskadra Salmsonów

#### Front Wołyński
szef lotnictwa frontu
- II Grupa Lotnicza Łuck
  - 2 eskadra lotnicza
  - 9 eskadra lotnicza
  - 581 eskadra Salmsonów

#### Front Galicyjski
szef lotnictwa frontu
- III Grupa Lotnicza Lwów
  - 5 eskadra lotnicza
  - 6 eskadra lotnicza

#### Front Mazowiecki
szef lotnictwa frontu
- IV Grupa Lotnicza Warszawa
  - 3 eskadra lotnicza
  - 11 eskadra lotnicza
  - I Wielkopolska Grupa Lotnicza – Poznań
    - 3 Wielkopolska eskadra lotnicza
    - 66 eskadra Breguetów

#### Front Południowo-Zachodni
szef lotnictwa frontu
- Grupa Lotnicza przy dowództwie Frontu Południowo-Zachodniego Armii gen. Hallera Kraków
  - 39 eskadra Breguetów
  - 59 eskadra Breguetów
  - 580 eskadra Salmsonów

- Rezerwa Naczelnego Dowództwa
  - 1 eskadra lotnicza
  - 7 eskadra lotnicza
  - 10 eskadra lotnicza
  - 4 Wielkopolska eskadra bojowa
  - 162 eskadra Spadów

24 września 1919 r. połączono wszystkie polskie siły lotnicze: krajowe, wielkopolskie i hallerowskie. Następnego dnia inspektorem Lotnictwa Wojskowego został Gustaw Macewicz, dotychczasowy Inspektor lotnictwa wielkopolskiego.

### Lotnictwo Wojskowe – 1 lutego 1920
- I Grupa Lotnicza dowódca mjr pil. Waldemar Narkiewicz
- I Wielkopolska Grupa Lotnicza dowódca ppłk. pil. Marek Krzyczkowski
- II Grupa Lotnicza dowódca kpt pil. Camillo Perini
- III Grupa Lotnicza dowódca kpt pil. Stefan Bastyr
- IV Grupa Lotnicza dowódca rtm. pil. Antoni Buckiewicz
- V Grupa Lotnicza dowódca mjr pil. Jerzy Kossowski

Jesienią 1919 r. zmianie uległy etaty eskadr i grup lotniczych, co zostało ustalone wstępnie już 3 czerwca 1919 r., podczas
zjazdu dowódców grup lotniczych w Warszawie. Etaty te zostały zatwierdzone rozkazem Sztabu Generalnego nr 169 z 6 września 1919 r. Przewidywały następujący skład eskadry lotniczej: dziesięciu pilotów, dziesięciu obserwatorów oraz dziesięć samolotów pierwszej linii i pięć rezerwowych. W skład personelu dowództwa grupy lotniczej mieli wejść: dowódca (major), adiutant, referent taktyczny, referent techniczny, referent fotograficzny i osiemnaście osób personelu pomocniczego. Dowódca grupy – tak jak poprzednio-otrzymywał prawa i kompetencje dowódcy pułku.
Zimą 1919/1920 r. stabilizacja na froncie polsko-bolszewickim i wygaśnięciu walk z Ukraińcami pozwoliły na wycofanie z frontu
kilku eskadr, które uzupełniono sprzętem i personelem. Naczelne dowództwo przewidywało, że będą one niezbędne w planowanych
na wiosnę 1920 r. działaniach wojennych. W tym czasie wyposażono w nowy sprzęt (lub też utworzono od podstaw) 1, 3, 7, 9, 10, 13 (II Grupa Wielkopolska), 15 (IV Grupa Wielkopolska),  16, 18, 19 i 21 Eskadrę).
Zgodnie z rozkazem z 13 kwietnia 1920 r. eskadrom lotniczym nadano nowe numeracje i nazwy, Grupy Lotnicze zaś przeorganizowano w dywizjony, które przejęły numery Grup. Eskadr było 20, 16 wywiadowczych, 3 myśliwskie (7, 13 i 19) i 1 niszczycielska (21).

### Lotnictwo Wojskowe (wiosna 1920)
Na Froncie Litewsko-Białoruskim  i na Polesiu wiosną i w  lecie 1920 r. skutecznie działały: 1, 8, 10, 12, 13, 14, 18 i 19 eskadra. Część z nich została zaangażowana w walkach z silnym w tym rejonie lotnictwem sowieckim (głównie 12, 13, 14 i 19 eskadry). Dochodziło do walk powietrznych. Były zwycięstwa i porażki. 12 eskadra zestrzeliła co najmniej jedną maszynę
bolszewicką, 13 eskadra – dwie, 14 eskadra – jedną, 19 eskadra – dwie.
10 maja 1920 r. ppor. pil. Franciszek Lach i lecący z nim jako obserwator ppłk Władysław Anders – dowódca 15 pułku ułanów,  zestrzelili w walce powietrznej pod Żłobinem bolszewickiego Nieuporta. Odwrót polskich oddziałów z Ukrainy, Litwy Południowej i Białorusi zdezorganizował działania polskich eskadr. Cofały się one na zachód. Wraz z wycofywaniem traciły samoloty i inne wyposażenie. Na początku sierpnia większość eskadr lotnictwa z Frontu Litewsko-Białoruskiego była pod Warszawą.

#### Front gen. Szeptyckiego
7 Armia Sektor północny
- I dywizjon lotniczy
  - 8 eskadra wywiadowcza

1 lub 4 Armia Sektor środkowy
- IV dywizjon lotniczy
  - 1 eskadra wywiadowcza
  - 4 eskadra wywiadowcza
  - 11 eskadra wywiadowcza
  - 18 eskadra wywiadowcza

1 lub 4 Armia Sektor południowy
- VII dywizjon lotniczy
  - 10 eskadra wywiadowcza
  - 12 eskadra wywiadowcza
  - 13 eskadra myśliwska
  - 14 eskadra wywiadowcza
  - 19 eskadra myśliwska

#### Front Ukraiński
od 9 lipca 1920 Front Południowo-Wschodni
Grupa płk. Rybaka
3 Armia Sektor północny
- V dywizjon lotniczy
  - 3 eskadra wywiadowcza
  - 16 eskadra wywiadowcza

2 Armia Sektor środkowy
- II dywizjon lotniczy
  - 2 eskadra wywiadowcza
  - 7 eskadra myśliwska
  - 9 eskadra wywiadowcza

6 Armia Sektor południowy
- III dywizjon lotniczy
  - 5 eskadra wywiadowcza
  - 6 eskadra wywiadowcza
  - 15 eskadra wywiadowcza
  - 17 eskadra wywiadowcza
  - 21 eskadra niszczycielska

### Lotnictwo Wojskowe w operacji warszawskiej (sierpień 1920)
– „Lotnictwo w operacji warszawskiej”.

#### Front Północny
(od granicy z Prusami Wschodnimi do przyczółka Dęblin)
5 Armia
szef lotnictwa Armii rtm. pil. Antoni Buckiewicz
- 1 eskadra wywiadowcza
- 12 eskadra wywiadowcza
- 13 eskadra myśliwska

1 Armia
szef lotnictwa Armii ppłk pil. Aleksander Serednicki
- 8 eskadra wywiadowcza
- 9 eskadra wywiadowcza
- 19 eskadra myśliwska

2 Armia
szef lotnictwa Armii
- 17 eskadra wywiadowcza

#### Front Środkowy
(od Dęblina do miejscowości Brody)
4 Armia
szef lotnictwa Armii mjr pil. Jerzy Kossowski
- 3 eskadra wywiadowcza
- 10 eskadra wywiadowcza

3 Armia
szef lotnictwa Armii mjr pil. Waldemar Narkiewicz
- 2 eskadra wywiadowcza
- 14 eskadra wywiadowcza
- 21 eskadra niszczycielska

tzw. Toruńska eskadra wywiadowcza

#### Front Południowy
(od Brodów do południowej granicy państwa)
dowódca lotnictwa Frontu mjr pil. Cedric Fauntleroy
6 Armia
szef lotnictwa Armii Stefan Bastyr /do 6 sierpnia 1920/ mjr pil. Cedric Fauntleroy
25 kwietnia 1920 r. rozpoczęła się polska ofensywa na Ukrainie. Wzięły w niej udział trzy polskie armie które wspierało łącznie w czasie całej operacji dziesięć eskadr lotniczych : 2, 3, 5, 6, 7, 9, 15, 16, 17 i 21. W pierwszej fazie operacji Naczelny Wódz Józef Piłsudski poprzez działania lotnictwa poszukiwał wiadomości z tyłów bolszewickich: „czy Kijów będzie broniony?”, stąd też lotnictwa używano głównie do rozpoznania. Po zajęciu Kijowa eskadry lotnicze zaangażowano do działań interwencyjnych na polu walki.
25 maja 1920 r. por. Crawford z 7 eskadry jako pierwszy zameldował dowództwu o zbliżającej się w rejonie Humania 1 Armii Konnej Budionnego. W bitwie pod Lwowem eskadra operowała od 11 sierpnia w składzie III dywizjonu lotniczego.
Dysponowała samolotami Ansaldo A-l Balilla oraz Albatros D.III (Oet). 16 sierpnia 1920 r. III dywizjon otrzymał rozkaz
powstrzymania 1 AK Budionnego. 7 eskadra w tym czasie miała tylko pięciu pilotów zdolnych do służby: Fauntleroya (dowódcy dywizjonu), Edwarda Corsiego, Elliota Chessa, Jerzego Webera i Aleksandra Seńkowskiego. Tego i następnego dnia wykonali łącznie 36 lotów szturmowych, ostrzeliwując kawalerię z karabinów maszynowych.
W ostatnich dniach maja 1920 pod Wapniarką lotnictwo wspomagające 6 Armię (III dywizjon – 5, 13 i 21 eskadry) zniszczyły tory kolejowe przez co umożliwiły piechocie zdobycie dwóch pociągów pancernych oraz poważnie uszkodziły dwa pociągi pancerne bazujące poza linią frontu. Eskadry lotnicze 2 i 3 Armii bombardowały sowieckie flotylle na Dnieprze i zwalczały kawalerię S. Budionnego. Sławą okryła się 3 eskadra, która zatopiła jeden i uszkodziła kilka okrętów przeciwnika oraz 7 eskadra im Tadeusza Kościuszki, złożona z ochotników amerykańskich.
W okresie od maja do sierpnia 1920 III dywizjon lotniczy prowadził rozpoznanie kolumn 1 Armii Konnej (1 AK). Kiedy w sierpniu 1920 kawaleria Budionnego manewrowała w rejonie Brody – Beresteczko – Toporów – Chołojów zadania III dywizjonu rozszerzono.
Poza rozpoznaniem dywizjon bombardował i atakował bronią maszynowa kolumny konnicy i tabory w marszu. W lotach jednorazowo uczestniczyło nie więcej niż 3 samoloty. Zasięg działania lotnictwa wynosił 100 – 150 km. Loty trwały 3 – 4 godziny. Samoloty wykonywały 2, sporadycznie 3 loty dziennie. Dywizjon wykonywał też loty na rzecz Naczelnego Dowództwa, zatem samoloty latały także nad całym Frontem Południowym. W połowie sierpnia 1 AK zbliżała się do Bugu. Czas dolotu skracał się. Samoloty częściej pojawiały się nad nieprzyjacielem. 1 AK parła do Bugu dwoma kolumnami, jedną na Busk, drugą na Chołojów walcząc z ubezpieczeniami 1 Dywizji Jazdy płk J. Rómmla. Pierwsza kolumna nie miała przeciwnika przed sobą. Użyto przeciw niej od 15 sierpnia 1920 15 eskadry myśliwskiej, atakującej w rejonach Wierzbiczany – Adamy – Jabłonówka – Sokale. Eskadra miała ciężki rejon walk. Teren był pokryty lasami, samoloty maksymalnie musiały zniżać lot. Płaciły za to stratami dwóch maszyn z sześciu, które były w eskadrze. 15/16 sierpnia 1 AK dwoma dywizjami kawalerii wspartymi artyleria i samochodami pancernymi sforsowała Bug. Polska 6 Dywizja Piechoty wycofywała się. Budionny był już 40 – 50 km. od Lwowa. Lwów osłaniał szwadron kawalerii rtm R. Abrahama. Jedynym odwodem 6 Armii był III dywizjon, który od dowództwa armii otrzymał zadanie utrudniać przeprawy przez Bug i wstrzymać pochód jazdy. Samoloty startowały z jednego lotniska pod Lwowem. Nalot na nieprzyjaciela trwał „potokowowo” samolot za samolotem. Każdy samolot uzupełniał paliwo, zabierał bomby, amunicję i startował lecąc nad kolumnę wroga. Bomby zrzucano z wysokości 700 – 800 m, atakowano z karabinów maszynowych i zawracano na lotnisko. Potok dawał to, że nad jazdą sowiecką stale wisiały samoloty, które wykonywały ataki na kolumny i zgrupowania. Fale nalotów nie dawały spokoju jeździe Budionnego. Rosjanie zastanawiali się skąd Polacy mają tyle samolotów. Oddział II Sztabu Generalnego otrzymał wiadomość, że w czasie jednego z nalotów Budionny był ranny odłamkiem bomby. 16 sierpnia oddziały Budionnego maszerowały po odkrytym terenie. Straty Rosjan były o wiele większe. Lotnicy nie stracili żadnego samolotu, chociaż trzy otrzymały postrzelenia i musiały iść do remontu. Działania III dywizjonu w walkach: 16 sierpnia – 16 samolotów wykonało 49 lotów bojowych, 17 sierpnia – 19 samolotów i 69 lotów, 18 sierpnia – 14 samolotów i 72 loty. Razem w ciągu trzech dni zrzucono 8000 kg. bomb i wystrzelono ok. 27 tys. szt. nabojów. Przejęto szyfrogram z 1 AK do sztabu Frontu Południowo–Zachodniego: „W ostatnich walkach pod Lwowem oddziały konnej armii poniosły wielkie straty od samolotów nieprzyjaciela, które latały nieustannie i ostrzeliwały ogniem działające oddziały konnej armii. Bez bojowego oddziału samolotów trudno nam będzie walczyć z nieprzyjacielem”. Było to pierwsze samodzielne działanie polskiego lotnictwa przeciwko nieprzyjacielowi na ziemi. Potok okazał się bardzo skuteczną metoda walki. 1 AK na skutek nalotów straciła minimum jeden dzień w marszu na Lwów.
W obawie przed zajęciem Lwowa pod wieczór 18 sierpnia III dywizjon odleciał do Przemyśla, w mieście pozostało jedynie dowództwo lotnictwa frontu i armii z ppłk. Fauntleroyem na czele. Sytuacja nie była wesoła, myślano już o ewakuacji w stronę Krakowa lub Węgier. Samoloty jednak nadal brały udział w walkach, operując z Przemyśla i używając lotniska lwowskiego jako wysuniętej bazy. Ale w końcu sierpnia było już właściwie po wojnie. Bolszewicy wycofywali się w panice. 7 eskadra powróciła do Lwowa, gdzie przeszła na odpoczynek. Ogółem w sierpniu 1920 roku lotnicy 7 eskadry wykonali 79 lotów bojowych.
W ostatniej fazie wojny polsko-bolszewickiej na Wołyniu we wrześniu i październiku 1920 r. brały udział eskadry: 6, 7, 8, 9,14 i 15. Zwycięstwo nad bolszewikami zakończyło zmagania.
Lotnictwo w działaniach na Wołyniu wypełniło swoje zadania. Rozkazy i listy pochwalne dowódców związków taktycznych i operacyjnych piechoty, świadczą o tym, że w toku działań bojowych lotnictwo odegrało bardzo ważną rolę. Nie przysłania to jednak faktu, że wzięło ono udział w działaniach w stopniu niewystarczającym.
III dywizjon lotniczy – dowódca mjr pil. Cedric Fauntleroy
- 5 eskadra wywiadowcza
- 6 eskadra wywiadowcza
- 7 eskadra myśliwska
- 15 eskadra myśliwska

Armia Czynna Ukraińskiej Republiki Ludowej gen. Pawlenki
(odcinek obronny nad Strypą w rejonie Buczacza, siły zbliżone do jednej dywizji

### Samoloty polskiego lotnictwa wojskowego w latach 1918–1921
Polskie lotnictwo wojskowe w okresie jego tworzenia przypadającego na czas walki o niepodległość i kształt granic, było wyposażone w kilkadziesiąt typów samolotów. Liczniejsze z nich były samoloty:
produkcji austro-węgierskiej:
- Oeffag D.III
- Hansa-Brandenburg C.I

produkcji niemieckiej:
- AEG C.IV
- Albatros D.III
- Albatros C.I
- Albatros C.VII
- Albatros C.X
- Albatros C.XII
- DFW C.V
- Halberstadt CL.II
- LVG C.V
- LVG C.VI
- Fokker D.VII
- Fokker E.V (D.VIII)
- Rumpler C.I

produkcji francuskiej:
- Breguet XIV
- Salmson 2A2
- SPAD VII
- SPAD XIII

produkcji brytyjskiej:
- Bristol F.2B Fighter
- Sopwith Dolphin
- DH-9

produkcji włoskiej:
- Ansaldo A-1 Balilla
- Ansaldo SVA-10

## Lotnictwo wojskowe okresu dwudziestolecia międzywojennego
Po zakończeniu działań wojennych 1918–1920 władze RP przystąpiły do reorganizacji lotnictwa wojskowego.
W 1921 r. polskie lotnictwo wojskowe przyjęło nową strukturę. Powołano pułki lotnicze:
- 1 pułk lotniczy w Warszawie zw. 1 pułkiem lotniczym „Warszawa”
- 2 pułk lotniczy w Krakowie zw. 2 pułkiem lotniczym „Kraków”
- 3 pułk lotniczy w Poznaniu zw. 3 pułkiem lotniczym „Poznań”

W późniejszym okresie rozbudowano lotnictwo tworząc kolejne jednostki:
- 4 pułk lotniczy w Toruniu zorganizowany w 1924 r.
- 11 pułk myśliwski w Lidzie
- 5 pułk lotniczy w Lidzie
- 6 pułk lotniczy we Lwowie
- Morski dywizjon lotniczy w Pucku.

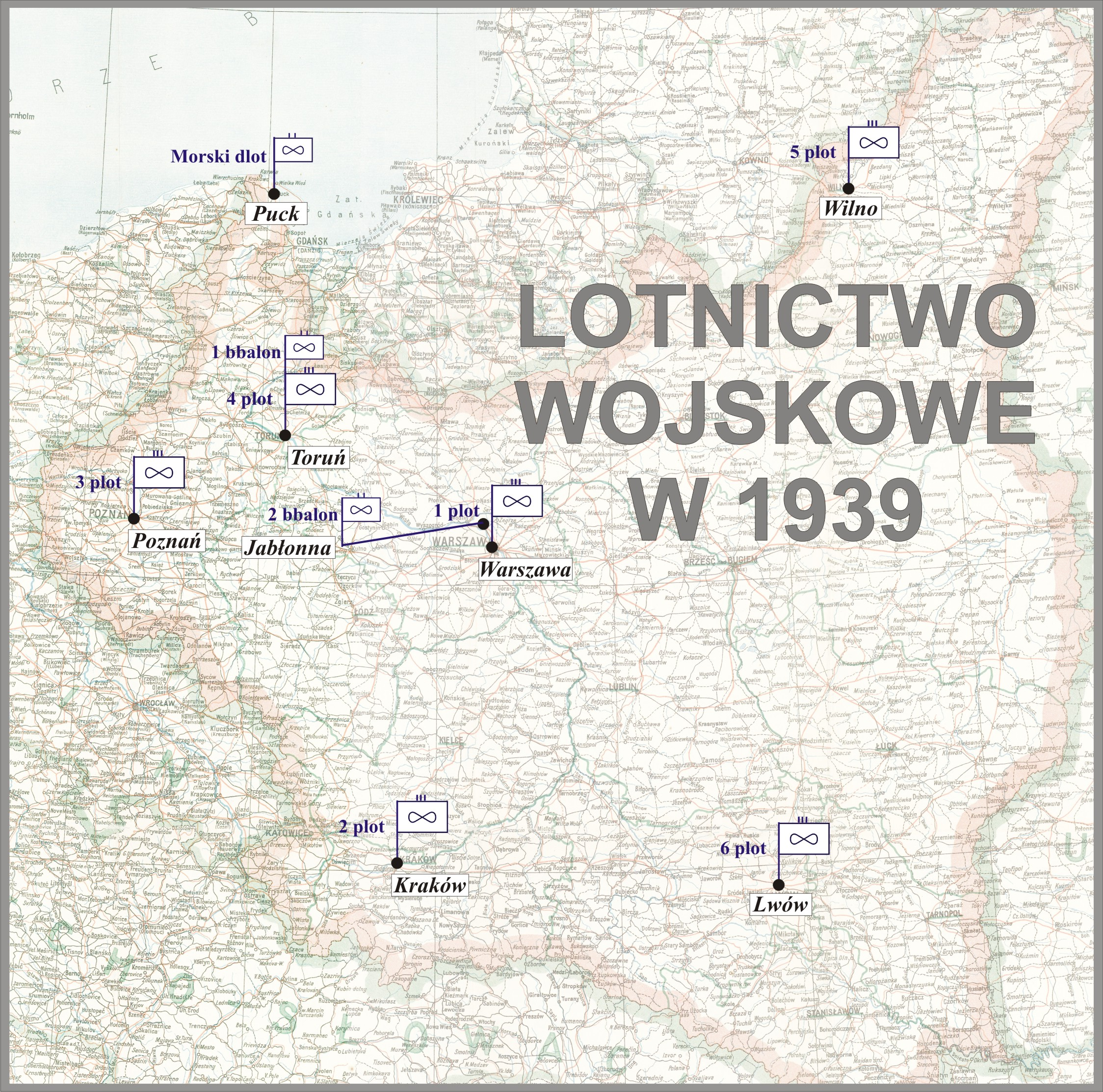
Lotnictwo wojskowe w 1939

Na lata trzydzieste planowano utworzenie 7 pułku lotniczego „Wilno”, jednak nie został utworzony ze względu na wybuch wojny. Utworzony 11 pułk myśliwski w 1928 r. przemianowano na 5 pułk lotniczy.
Utworzone pułki składały się z eskadr po 6 samolotów w eskadrze. Pierwsze utworzone pułki składały się z 13 eskadr czyli 78 samolotów. Dowodzenie lotnictwem powierzono powołanemu 22 sierpnia 1921 r. Departamentowi Żeglugi Powietrznej przy MSWoj.
Pierwszym dowódca był gen. bryg. pil. Gustaw Macewicz. Ciężkie czasy dla lotnictwa wojskowego to lata 1921 – 1923. Brakowało w lotnictwie wszystkiego, począwszy od personelu, poprzez samoloty, warsztaty, części zamienne i hangary. Ze względu na odbudowę kraju środki finansowe wydzielano bardzo skromne. Drugim szefem lotnictwa był oficer kontraktowy – Francuz gen. François-Léon Levegue. Opracował on plan rozbudowy lotnictwa wojskowego do 50 eskadr, zgrupowanych w rodzajach lotnictwa: liniowym, myśliwskim i bombowym zw. wtedy niszczycielskim. Reorganizację i rozbudowę planowano do 1926 r. Docelowo lotnictwo wojskowe miało liczyć 572 samoloty. Ilość ta nie została zatwierdzona przez Sztab Generalny. W ramach francuskiej pożyczki materiałowej zakupiono we Francji 1500 silników „Loraine” oraz licencję na produkcję samolotów „Potez” i „Hanriot”. Od 1 lipca 1924 r. szefem lotnictwa został płk Włodzimierz Zagórski, mianowany wkrótce generałem. Opracował on nowe plany rozbudowy lotnictwa. Miało ono liczyć ok. 2300 samolotów zorganizowanych w 200 eskadr (w 1925 r. w istniejących 17 eskadrach były ogromne braki etatowo-sprzętowe, brakowało do etatu 57% oficerów, 66% podoficerów w tym 50% pilotów). Po zamówieniu  Francji 683 samolotów i 150 silników „Le Rhone”, pożyczka francuska skończyła się. W ramach otrzymanych limitów finansowych zamówiono w kraju 405 samolotów, m.in. w Podlaskiej Wytwórni Samolotów. Ogółem zakupy nowego szefa Departamenty Żeglugi Powietrznej wynosiły ok. 1088 różnego typu samolotów. Nietrafne było zakupienie 32 przestarzałych i wielkich konstrukcyjnie (w kraju nie było dla tego typu hangarów) samolotów bombowych typu „Goliath”. Generał Zagórski ustąpił ze swego stanowiska 18 marca 1926 roku. Nowym szefem departamentu stał płk pil. inż. Ludomił Rayski. Opracował on plan rozbudowy lotnictwa, który m.in. obejmował: skompletowanie do końca 1928 r. 30 eskadr lotniczych, rozbudowę lotnictwa do 52 eskadr z pełnymi etatami do końca 1935 roku, w tym: 34 eskadry liniowe (340 samolotów); 16 eskadr myśliwskich (160 samolotów); 2 eskadry bombowe (12 samolotów). Jednak plan ten, jako zbyt kosztowny, nie został zaakceptowany.
W latach 1928–1931 została dokonana długo oczekiwana reorganizacja polskiego lotnictwa wojskowego. W związku z tym wstrzymane zostało formowanie nowych pułków lotniczych jednego rodzaju lotnictwa, na korzyść tzw. lotniczych pułków mieszanych. Rozwiązaniu uległ 11 pułk myśliwski, przekształcony następnie w 5 pułk lotniczy. Została także uporządkowana numeracja jednostek myśliwskich według klucza: np. 131 eskadra, to „1” – lotnictwo, „2” – kolejność eskadry w dywizjonie. Jednocześnie Oficerska Szkoła Lotnictwa została przemianowana na Szkołę Podchorążych Lotnictwa. Ujednoliceniu uległy też godła eskadr, stworzone na motywach prostych figur geometrycznych. Udanym przedsięwzięciem płk. Rayskiego było powołanie do życia w 1930 r. Szkoły Podoficerów Lotnictwa dla Małoletnich. Licznie zaczęły powstawać ośrodki Wojskowego Przysposobienia Lotniczego.
Pierwsze samoloty polskiej konstrukcji, wykonane od podstaw w kraju, pojawiały się na przełomie 1929 i 1930 – były to PWS-5 oraz PZL Ł-2. Szersza produkcja polskiego sprzętu lotniczego zaczęła wychodzić od 1933 roku. Były to samoloty: PZL P-7, P-11, P-24, P-37 „Łoś”, RWD-14. W latach 1932–1933 nastąpiła kolejna ujednolicająca zmiana godeł jednostek lotniczych. Motywem eskadr myśliwskich były ptaki, eskadr liniowych – ssaki, eskadr towarzyszących – owady. Od jesieni 1934 roku przystąpiono do projektowania nowoczesnych samolotów bombowych „Łoś” oraz tzw. wielozadaniowych – PZL P-38 „Wilk” (odpowiednik francuskiego „Breguet” BR-693).
W latach 1934–1936 nastąpił dalszy rozwój wojskowego szkolnictwa lotniczego. W Bydgoszczy została utworzona Szkoła Techniczna Podchorążych Lotnictwa, przeniesiona w 1936 roku do Warszawy. Ponadto zostały powołane do życia: Szkoła Podchorążych Lotnictwa  oraz Centrum Wyszkolenia Oficerów Lotnictwa. Przy Wyższej Szkole Wojennej utworzona została Wyższa Szkoła Lotnicza z rocznym programem nauczania. W Mielcu i Rzeszowie oddane zostały do użytku filie Państwowych Zakładów Lotniczych, w Rzeszowie miały być wykonywane m.in. silniki lotnicze. W pianach docelowych – do 1942 roku (w ramach tzw. planu KSUS) – miano podjąć pracę nad nowoczesnymi samolotami, takimi, jak: PZL P-50 „Jastrząb”, PWS-33 „Wyżeł” czy PZL LWS-3 „Mewa”. Prototypy tych samolotów dostały się w ręce Niemców w kampanii 1939 roku.
W maju 1939 roku został utworzony Wojskowy Ośrodek Spadochronowy w Bydgoszczy. Na kilka lat przed wojną zostało utworzone Naczelne Dowództwo Lotnictwa. Dowódcami byli kolejno: gen. bryg. pil. Władysław Kalkus oraz gen. bryg. Józef Zając.
W chwili wybuchu wojny polskie lotnictwo wojskowe, dysponowało ogółem 43 eskadrami różnego przeznaczenia. Były one
zgrupowane w 7 pułkach lotniczych oraz Morskim dywizjonie lotniczym.

## Mundur lotniczy

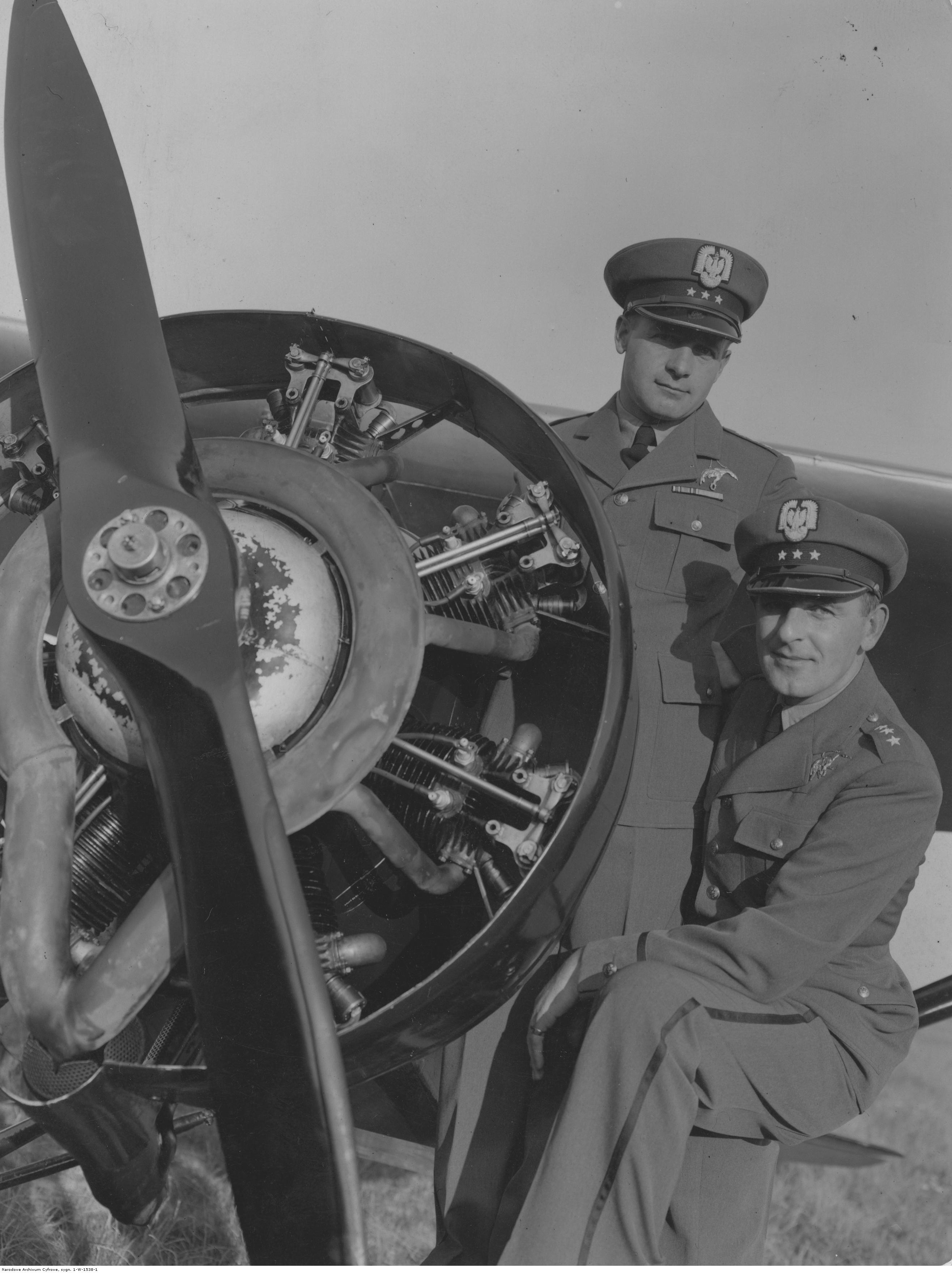
Mundury polskich lotników 1936

W 1936 roku wprowadzono po raz pierwszy typowy mundur lotniczy. Charakteryzował się szaroniebieską barwą i nowym krojem ubioru. Nakryciem stała się czapka okrągła z czarnym otokiem, z czarną podpinką i czarnym daszkiem bez okucia. Do prac na lotnisku używano munduru specjalnego z czarnym beretem. Oficerowie, chorążowie i starsi podoficerowie lotnictwa otrzymali kurtki z kołnierzami wykładanymi, noszone z koszulą i krawatem. Spodnie długie z wąskim czarnym lampasem, a na mankietach rękawów – czarna taśma. Używano też  płaszcza dwurzędowego z kołnierzem wykładanym i pelerynę sukienną. Kurtka skórzana przysługiwała wyłącznie personelowi latającemu. Obuwie stanowiły czarne trzewiki i półbuty, a do jazdy konnej i w czasie współpracy na ziemi z innymi rodzajami wojsk, buty długie i bryczesy. Do ubioru służbowego używano pasów czarnych, a do ubioru wieczorowego pasów z czarnej jedwabnej taśmy. Szeregowi mieli szaro-niebieskie czapki okrągłe, a mundur i płaszcz kroju ogólnowojskowego. Lotnictwa posiadało siedem typów ubiorów noszonych w różnych okolicznościach i w odpowiednich zestawach.
Razem z mundurem wprowadzono też nowy typ orła lotniczego. Dotychczasowy ogólnowojskowy uzyskał obramowanie dwu skrzydeł husarskich. Orły haftowane dla kadry i metalowe dla szeregowców noszono na czapkach garnizonowych. Charakterystyczną ozdobą lotniczych mundurów były metalowe znaki specjalności noszone nad lewą górną kieszenią kurtki.